# Seeding
Seeding is een online marketingtechniek die wordt ingezet om een viraal effect te starten, te stimuleren of te sturen. Het wordt met name ingezet bij virale marketing. Via seeding wordt een boodschap, bijvoorbeeld een video, spel, plaatje, tekst of website, op internet verspreid. Doel is het verkrijgen van free publicity in de vorm van redactionele aandacht of mond-tot-mondreclame binnen de gewenste omgevingen en doelgroepen.
Seeding wordt uitgevoerd door seeders. Traditioneel werd aangenomen dat deze personen over een groot online netwerk van invloedrijke personen en websites beschikken. Ze werken in druk bezochte open en sociale online omgevingen als weblogs, fora en community's en spreken de aldaar gangbare taal. In recent werk van Watts, een netwerkwetenschapper aan Columbia University, wordt met behulp van wiskundige modellen aannemelijk gemaakt dat seeding effectief kan zijn ongeacht of 'gewone mensen' of 'influentials' bereikt worden.

## Methoden
Methoden die voor seeding worden gebruikt veranderen continu. Enkele basistechnieken zijn het reageren op forums, het versturen van bulk e-mails, het tippen van weblogs en het infiltreren in community's. Populaire seedingplatformen zijn YouTube.com, Reddit.com, Facebook.com en Break.com.
Het betaald plaatsen van redactionele advertenties (advertorials) tussen redactionele content wordt soms ook astroturfing genoemd. Anderen noemen dit media-inkoop.

## Effect
De inzet van seeding zorgt ervoor dat in korte tijd relatief meer mensen met de boodschap in aanraking komen dan wanneer je uitgaat van het traditionele doorstuur principe. Het aantal personen dat het virale proces voort kan zetten wordt daarmee vanaf het begin vergroot en zal zorgen voor een versnelde werking van het virale proces. De variabele hierbij is de boodschap zelf. De kwaliteit daarvan bepaalt in grote mate het uiteindelijke resultaat.

## Geschiedenis
Seeding is ontstaan uit de behoefte van marketeers om meer grip te hebben op het verloop en succes van een virale-marketingcampagne. De eerste serieuze seeding cases dateren van rond de eeuwwisseling. In 2008 zijn er wereldwijd tientallen nationaal en internationaal opererende seeders actief. Zij begeven zich tussen mediabureaus, reclamebureaus en opdrachtgevers. Seeding wordt inmiddels gezien als een moderne, online vorm van public relations.